# Реутчанский
Реутчанский — посёлок в Медвенском районе Курской области России. Входит в состав Вышнереутчанского сельсовета.

## География
Посёлок находится на юге центральной части Курской области, в пределах Среднерусской возвышенности, в лесостепной зоне, на расстоянии примерно 12 километров (по прямой) к юго-западу от Медвенки, административного центра района. Абсолютная высота — 257 метров над уровнем моря.

### Климат
Климат характеризуется как умеренно континентальный, с тёплым летом и умеренно холодной зимой. Среднегодовая температура воздуха — 5,5 °C. Абсолютный минимум температуры воздуха самого холодного месяца (января) составляет −37 °C; абсолютный максимум самого тёплого месяца (июля) — 35 °C. Безморозный период длится около 151 дня в году. Среднегодовое количество атмосферных осадков составляет 587 мм, из которых большая часть выпадает в тёплый период.

### Часовой пояс
Посёлок Реутчанский, как и вся Курская область, находится в часовой зоне МСК (московское время). Смещение применяемого времени относительно UTC составляет +3:00.

## Население
| 2002 | 2010 |
| ---- | ---- |
| 218  | ↘173 |

### Половой состав
По данным Всероссийской переписи населения 2010 года в половой структуре населения мужчины составляли 45,7 %, женщины — соответственно 54,3 %.

### Национальный состав
Согласно результатам переписи 2002 года, в национальной структуре населения русские составляли 91 %.

## Инфраструктура
Личное подсобное хозяйство. В посёлке 58 домов.

## Транспорт
Реутчанский находится в 10,5 км от автодороги федерального значения М2 «Крым» (часть европейского маршрута E 105), в 4,5 км от автодороги межмуниципального значения 38Н-185 (М-2 «Крым» — Гахово), при автодороге 38Н-188 (38Н-185 — Верхний Реутец — Реутчанский), в 37 км от ближайшего ж/д разъезда и остановочного пункта 454 км (линия Льгов I — Курск).
В 83 км от аэропорта имени В. Г. Шухова (недалеко от Белгорода).